# Stephen Lee (generale)
Stephen Dill Lee (Charleston, 22 settembre 1833 – Vicksburg, 28 maggio 1908) è stato un generale statunitense.
Fu il più giovane tenente generale nell'esercito confederato durante la guerra civile americana e, al termine della guerra, fu il primo presidente del Mississippi A&M College. In tarda età Lee fu il comandante in capo dell'Unione dei veterani confederati.
Era lontano parente di Robert E. Lee.

## La carriera militare
Nato a Charleston, nella Carolina del Sud, nel 1850 Lee entrò nell'Accademia militare di West Point, diplomandosi quattro anni più tardi. Nel 1857 servì come aiutante nel suo reggimento in Florida durante le guerre Seminole.
Dal 1858 al 1861 fu assegnato alla frontiera dell'ovest in Kansas e, successivamente, nel territorio appena creato del Dakota, in artiglieria ed in incarichi di stato maggiore. Dodici giorni dopo, nel febbraio 1861, Lee rassegnò le dimissioni dall'esercito degli Stati Uniti per entrare in quello Confederato.

## La guerra civile
Nel 1861 Lee entrò, con il grado di capitano, nella milizia della Carolina del sud; il 6 marzo fu assegnato, come assistente dell'aiutante generale dell'esercito a Charleston e, il 16 marzo, fu integrato come capitano nelle forze dell'artiglieria. L'11 aprile Lee fu assegnato, come aiutante di campo, al generale di brigata Pierre G. T. Beauregard; lo stesso giorno consegnò l'ultimatum di Beauregard al maggiore Robert Anderson dell'esercito dell'Unione, che imponeva l'evacuazione di Fort Sumter. La richiesta fu rifiutata e, il 14 aprile, con il bombardamento de forte, ebbe inizio la guerra civile. L'11 maggio Beauregard ricevette il permesso di organizzare due regolari compagnie di artiglieria e assegnò a Lee il comando di una di queste di stanza a Castle Pinckney; il 30 maggio Lee fu inviato a Fort Palmetto.
Nel giugno del 1861 Lee riprese la sua posizione nella milizia della Carolina del sud e, in novembre, fu promosso al grado di maggiore nell'esercito confederato, al comando di una batteria leggera sotto il generale Joseph E. Johnston. Nel marzo del 1862 fu promosso al grado di tenente colonnello come capo dell'artiglieria della divisione del maggior generale Lafayette McLaws nell'Armata Confederata della Virginia Settentrionale; dal 17 giugno servì, con lo stesso incarico, sotto il generale di brigata John B. Magruder.

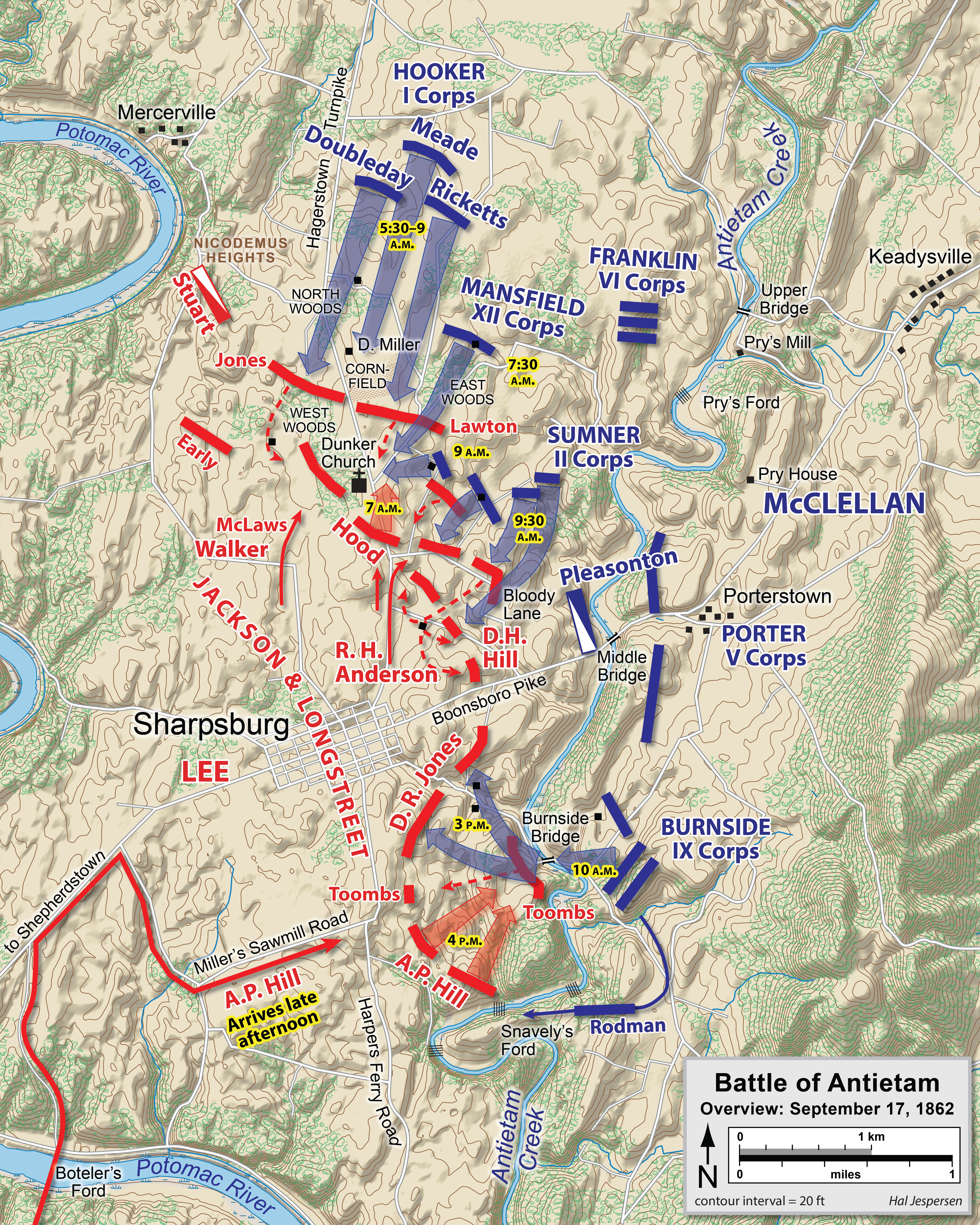
La Battaglia di Antietam

Nel 1862 partecipò alla Campagna Peninsulare, in particolare il 31 maggio nella battaglia di Seven Pines, il 29 giugno nella battaglia della stazione di Savage e, dal 25 giugno al 1º luglio, nelle battaglie dei Sette Giorni. Il 9 luglio fu promosso al grado di colonnello ed ebbe il comando di un battaglione di artiglieria nel Corpo del maggior generale James Longstreet. Sotto Longstreet, in agosto, Lee combatté nella seconda battaglia di Bull Run e, il 17 settembre, nella battaglia di Antietam.
Il 6 novembre 1862 Lee fu promosso al grado di generale di brigata (o brigadier generale d'artiglieria); lasciando l'artiglieria, Lee condusse una divisione di fanteria dal 26 al 28 dicembre durante la battaglia di Chickasaw Bluffs nella quale respinse gli attacchi del maggior generale William T. Sherman. Nel maggio del 1863 gli fu ordinato di assumere il comando dell'artiglieria del tenente generale John C. Pemberton, difendendo a Vicksburg gli accessi al fiume Mississippi. Il 16 maggio Lee combatté durante la battaglia di Champion's Hill, durante la quale venne ferito ad una spalla.
Lee partecipò all'assedio di Vicksburg fino a quando, il 4 luglio, Pemberton si arrese al maggior generale Ulysses S. Grant; venne catturato e divenne un prigioniero di guerra. Rimesso in libertà, il 3 agosto 1863 fu promosso al grado di maggiore generale. Il 16 agosto a Lee fu affidato il comando della cavalleria del Dipartimento del Mississippi e della Louisiana dell'est; il 9 maggio 1864 gli fu assegnato il comando del Dipartimento dell'Alabama e della Louisiana dell'est. Le truppe del Dipartimento di Lee, al comando del maggior generale Nathan B. Forrest ottennero, il 10 giugno, un'importante vittoria nella battaglia di Brice's Crossroads, minacciando seriamente le linee di approvvigionamento dell'Unione che servivano Sherman in Georgia. L'esercito di Lee si unì a quello di Forrest, ma le truppe confederate furono sconfitte nella battaglia di Tupelo, garantendo la sicurezza delle linee di rifornimento di Sherman.
Il 23 giugno Lee fu promosso al grado di tenente generale, divenendo il più giovane nel suo grado nell'esercito confederato; tre giorni dopo gli fu assegnato il comando del 2º Corpo dell'Armata del Tennessee sotto il generale John B. Hood. Il 28 luglio, durante la Campagna di Atlanta, Lee combatté nella battaglia di Ezra Church e, il 31 agosto fu impegnato nella battaglia di Jonesborough; quindi le truppe di Lee furono impiegate nella Campagna di Franklin-Nashville e, il 29 novembre fu gravemente ferito durante la battaglia di Spring Hill ma non volle lasciare il suo posto partecipando, il 30 novembre, alla battaglia di Franklin. Le truppe di Lee arrivarono a Franklin verso le 16 con l'ordine di supportare, se ce ne fosse stato bisogno, gli uomini di Benjamin F. Cheatham; ma Lee decise che la situazione era disperata e, verso le 21, sferrò l'attacco che causò gravi perdite umane e di posizione per l'Unione. Dopo la battaglia di Nashville che concluse la Campagna, Lee riuscì a tenere le truppe unite, nonostante il resto delle forze confederate fosse in rotta; per tre giorni consecutivi combatterono come retroguardia dell'ormai disintegrata Armata del Tennessee.
Nel 1865 partecipa, sotto il generale Joseph E. Johnston alla Campagna delle Carolina. Quando all'inizio del 1865 fu riorganizzato quello che rimaneva dell'Armata del Tennessee di Johnston, Lee rimase senza comando e il 23 febbraio gli fu revocata la nomina di tenente generale. Tuttavia, il 23 marzo gli fu riassegnato "temporaneamente" il grado. Nel mese di aprile Lee si arrese con l'esercito di Johnston e, il 1º maggio, fu rimesso in libertà.
Negli anni dopo la guerra visse in Mississippi, dove lavorò come piantatore. Fu membro della Legislatura dello Stato e primo presidente del "Mississippi Agricultural and Mechanical College" (Collegio del Mississippi per l'Agricoltura e la Meccanica, 1878 - 1897). Fondatore ed attivo membro dei Veterani Confederati Uniti, ne fu presidente dal 1904 al 1908. Si operò anche nella promozione dei diritti delle donne, scrisse di storia e fece sforzi per la conservazione dei siti del campo di battaglia di Vicksburg.
Morì a Vicksburg, nel Mississippi, il 29 maggio 1908.